# Sârbești, Bihor
Sârbești este un sat în comuna Lunca din județul Bihor, Crișana, România.

## Date geografice
Satul Sârbești este situat la distanța de 400 m de drumul național DN 76 Oradea-Deva și aparține comunei Lunca. Se află la 4 km de Vașcău, 5 km de Ștei și 85 km de Oradea.
Satul este așeezat pe un teren deluros. Dealul Mocului atinge 360 m iar dealul Puiului 419 m. Vatra satului se situează aproximativ la 285 m altitudine medie.

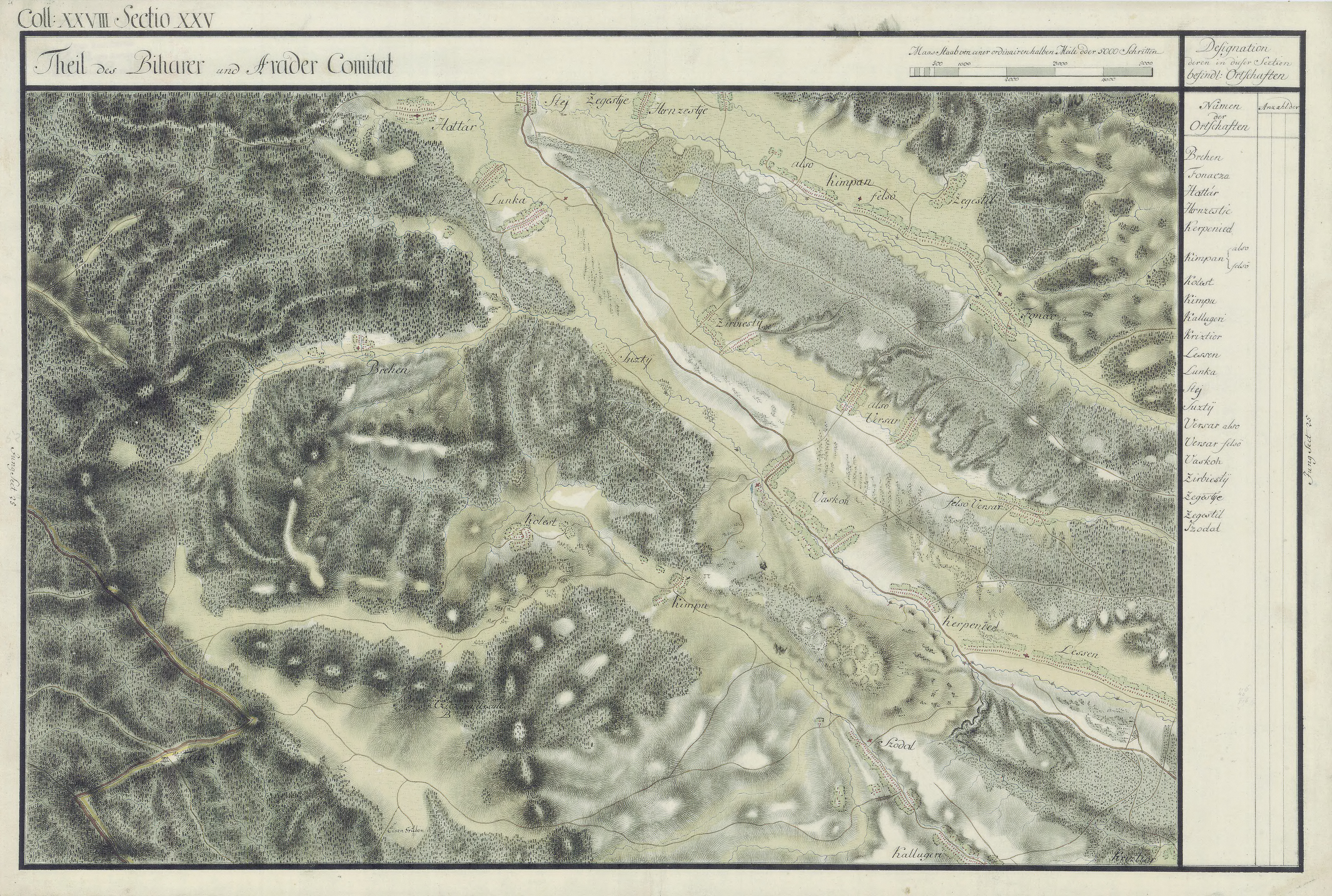
Sârbești în Harta Iozefină a Comitatului Bihor, 1782-85

## Istoric
Satul este atestat documentar prima dată din anul 1692 (Szurbesty). 